# Geelbuikkitta
De geelbuikkitta (Cissa hypoleuca) is een zangvogel uit de familie van de kraaien (Corvidae). Deze vogel leeft in China en Zuidoost-Azië.

## Kenmerken
De geelbuikkitta is met 35 cm iets kleiner dan de groene kitta. In de vorige eeuw werd deze soort beschouwd als een ondersoort van de kortstaartkitta als C. thalassina hypoleuca. Hij verschilt van de groene kitta door een korte staart en het ontbreken van witte stippen op de slagpennen. 

## Verspreiding en leefgebied
De geelbuikkitta komt voor in het zuiden van China, Hainan en Indochina. Binnen dit gebied worden vijf ondersoorten onderscheiden:
- C. h. jini Delacour, 1930: zuidelijk-centraal China.
- C. h. concolor Delacour & Jabouille, 1928: noordelijk Vietnam.
- C. h. chauleti Delacour, 1926: Midden-Vietnam.
- C. h. hypoleuca Salvadori & Giglioli, 1885: zuidoostelijk Thailand en zuidelijk Indochina.
- C. h. katsumatae Rothschild, 1903: eiland Hainan.

Het leefgebied van deze kitta is de ondergroei van bosgebieden, zowel primair regenwoud en secondair bos in het laagland en tot op een hoogte van 1500 m boven de zeespiegel.

## Status
De geelbuikkita heeft een enorm groot verspreidingsgebied en daardoor alleen al is de kans op uitsterven gering. De grootte van de populatie is niet gekwantificeerd. Plaatselijk in Vietnam is de vogel nog betrekkelijk algemeen, maar in China is hij zeldzaam en in Thailand schaars. Deze kitta gaat in aantal achteruit. Echter, het tempo ligt onder de 30% in tien jaar (minder dan 3,5% per jaar). Om deze redenen staat hij als niet bedreigd op de Rode Lijst van de IUCN.